# Lindau (Zúrich)
Lindau es una comuna suiza del cantón de Zúrich, situada en el distrito de Pfäffikon. Limita al norte con la comuna de Brütten, al noreste con Winterthur, al este y sureste con Illnau-Effretikon, al suroeste con Volketswil y Wangen-Brüttisellen, y al oeste con Bassersdorf y Nürensdorf.

## Historia
Lindau es mencionado por primera vez en el año 774 como Lintauvia.